# Hugo Adriaan van Bleiswijk (1803-1872)
Hugo Adriaan van Bleiswijk (Enkhuizen, 20 februari 1803 – Enkhuizen, 2 april 1872), ook wel gespeld als Van Bleyswijk, was een Nederlands politicus en burgemeester van Enkhuizen.
Hugo Adriaan van Bleiswijk was een zoon van burgemeester Pieter Adrianus van Bleyswijk en zijn vrouw Sibylla Helena Bruijn en de kleinzoon van Hugo Adriaan van Bleyswijk die lid was van het Wetgevend Lichaam (1806 – 1810), Vergadering van Notabelen en later de Eerste Kamer der Staten-Generaal. Hugo studeerde van 1822 tot 1827 hedendaags en Romeins recht te Leiden, promoveerde op stellingen met An pacta contractibus stricti juris adjecta, insint iis ex parte actoris en ging de advocatuur in.
In 1832 werd Van Bleiswijk wethouder in zijn woonplaats Enkhuizen, en in 1835, net als zijn vader, burgemeester, wat hij tot 1868 zou blijven, toen hij ontslag nam om gezondheidsredenen. Ook zat hij namens de stad enige tijd in de Provinciale Staten van de toen nog verenigde provincie Holland (1833 – 1840) en Noord-Holland (1840 – 1841), en werd hij in 1840 namens Holland in de Dubbele Kamer gekozen voor het goedkeuren van de voorgestelde grondwetswijziging. Daar keerde hij zich tegen de splitsing van de provincie Holland in Noord-Holland en Zuid-Holland.
Wel werd Van Bleiswijk voor Noord-Holland in 1841 benoemd als gewoon lid in de Tweede Kamer der Staten-Generaal, waar hij regeringsgezind en ultraconservatief was. In 1847 verzocht hij echter niet gekandideerd te worden, wegens kritiek op zijn conservatisme – onder meer in het Algemeen Handelsblad. De liberale Arnhemse Courant noemde hem een onbeduidend en onbekend Kamerlid.
In 1842 werd Van Bleiswijk benoemd tot Ridder in de Orde van de Nederlandse Leeuw. Hij was ongehuwd.